# Nyctibatrachus radcliffei
Nyctibatrachus radcliffei é uma espécie de anfíbio anuro da família Nyctibatrachidae. O seu estado de conservação ainda não foi avaliado pela Lista Vermelha da UICN. Está presente na Índia.